# Recilia albofasciatus
Recilia albofasciatus är en insektsart som beskrevs av Dash och Chandrasekhara A. Viraktamath 1998. Recilia albofasciatus ingår i släktet Recilia och familjen dvärgstritar. Inga underarter finns listade i Catalogue of Life.